# Любомир Любенов (футболист)
Вижте пояснителната страница за други личности с името Любомир Любенов.
Любомир Йорданов Любенов е български футболист, ляв полузащитник. Роден е на 25 август 1980 г. в София. Висок е 178 см и тежи 70 кг.

## Кариера
Юноша на ЦСКА. Играл е за Венец (Орешец), Слънчев бряг, Спартак (Плевен), ЦСКА, Марек, Левски, Родопа и Литекс. През 2004 г. е в титулярния състав на Левски. От есента на 2005 г. е играч на Литекс. През лятото на 2006 г. преминава в Нафтекс. Вицешампион през 2001 с ЦСКА и 2004 с Левски, бронзов медалист през 2006 г. с Литекс. За купата на УЕФА има 15 мача и 2 гола (4 мача с 1 гол за Левски и 11 мача с 1 гол за Литекс), в турнира Интертото има 4 мача и 1 гол за Марек.

## Статистика по сезони
- Венец - 1999/ес. - А ОФГ, 12 мача/3 гола
- Слънчев бряг - 2000/пр. - В група, 15/4
- Спартак (Пл) - 2000/ес. - Б група, 11/5
- ЦСКА - 2001/пр. - А група, 1/0
- Марек - 2001/02 - А група, 35/4
- Марек - 2002/03 - А група, 19/4
- Марек - 2003/ес. - А група, 15/6
- Левски - 2004/пр. - А група, 14/3
- Левски - 2004/ес. - А група, 10/0
- Родопа - 2005/пр. - А група, 12/4
- Литекс - 2005/06 - А група, 24/3
- Нафтекс - 2006/07 - Източна Б група
- Черноморец - 2007/08 - А група, 18/0
- Черноморец - 2008/ес. - А група, 10/3
- Арка Гдиня – 2009/пр. - Екстракласа, 11/0
- Арка Гдиня – 2009/10 - Екстракласа, 20/1
- Олимпия Елбаг – 2010/11 – Полша 2 Лига, 21/0
- Олимпия Елбаг – 2011/12 – Полша 1 Лига, 26/1
- Олимпия Елбаг – 2012 – Полша 2 Лига, 17/2
- ПФК Етър 1924 - 2013, 11/1
- ФК Пелистер - 2013/14, 14/4
- ПФК Бургас - 2014/15, 25/7
- ПФК Нефтохимик - 2015/? - Б група, ?/?